# آب‌گذر

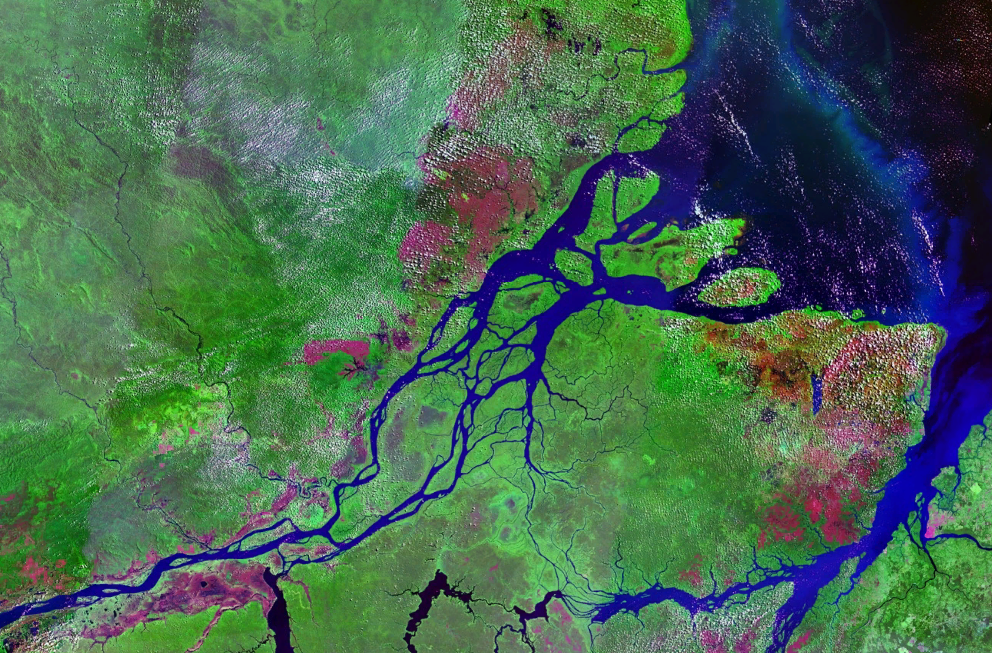
رود آمازون در برزیل، نمونه‌ای از روان آب است.

آب‌گذر در جغرافیا به معنای هر گونه آب جاری است. برای نمونه منظور از آب‌گذرها می‌تواند رودها، چشمه‌ها، واجریان‌ها و غیره باشد.
به عبارت دیگر جویبارهای طولانی و بزرگ معمولاً رودخانه نامیده می‌شوند، در حالی که جویبارهای کوچک‌تر، کم‌حجم‌تر و متناوب‌تر، از جمله با نام‌های دیگری مانند جویبار، نهر، جویبار کوچک، شاخه فرعی، رودخانه کوچک، رودخانه باریک و نهر کوچک شناخته می‌شوند.